# Alexander Davion
Alexander Davion (né le 31 mars 1929 en France et mort le 28 septembre 2019 à Londres) est un acteur britannique de cinéma et de télévision.

## Vie privée
Alexander Davion épouse d'abord l'actrice Ellen Caryl Klein et ensuite l'actrice Anne Lawson en 1965.

## Filmographie partielle

### Cinéma
- 1963 : Paranoïaque de Freddie Francis - Tony Ashby [3],[4]
- 1967 : La Vallée des poupées de Mark Robson - Ted Casablanca

### Télévision
- 1959 : Perry Mason, Gilbert Ames, The Case of the Wayward Wife (« La femme égarée »).
- 1959 : Les Aventuriers du Far West The Grand Duke (« Le Grand-Duc »)
- 1964-1967 : Gideon's Way, David Keen, 26 épisodes[2].